# Landsberger Renette

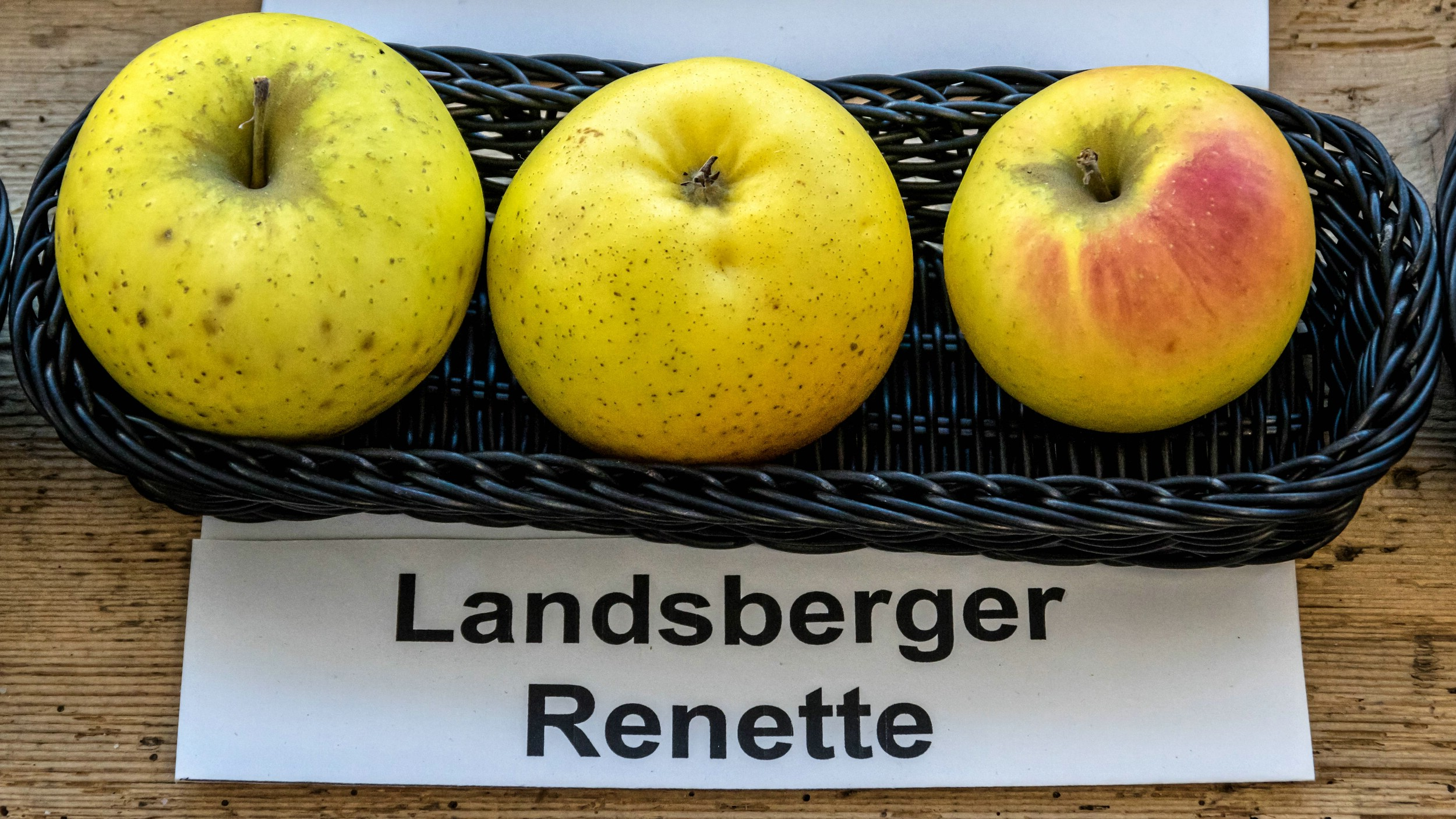
Ansicht der Frucht

Die Landsberger Renette, kurz Landsberger, ist eine alte Apfelsorte. Sie stammt aus Landsberg an der Warthe, wo sie um 1850 von Justizrat Burchardt als Sämling von Harberts Renette gezogen wurde.

## Baum
Die Landsberger Renette ist ein starkwüchsiger Baum, der schöne Hochstämme ergibt. Die Erträge setzen schon früh ein, die Sorte ist reich tragend. Landsberger Renette stellt keine besonderen Ansprüche an den Boden und eignet sich insbesondere für kühle Lagen. Nasse und nährstoffarme Standorte begünstigen allerdings die Entstehung von Obstbaumkrebs. An warmen, trockenen Standorten ist die Sorte für Apfelmehltau anfällig.

## Frucht
Äpfel der Sorte Landsberger Renette sind mittelgroß bis groß. Ihre feine, glatte Schale ist zunächst gelbgrün, später blassgelb bis strohgelb mit sehr kleinen bräunlichen Punkten und nur auf der Sonnenseite sanft gerötet. Das feste Fruchtfleisch ist gelblich-weiß und saftig. Landsberger Renette hat einen angenehmen „süßweinigten“ Geschmack, weist aber kein intensives Aroma auf. Sie ist ab November reif und hält sich bis Ende Januar.

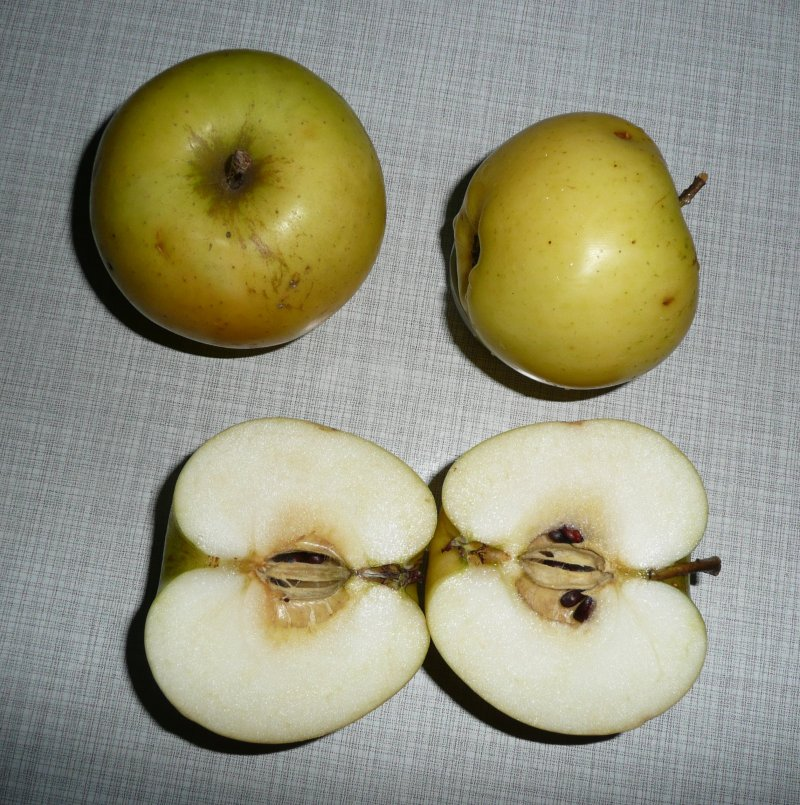
Landsberger Renette
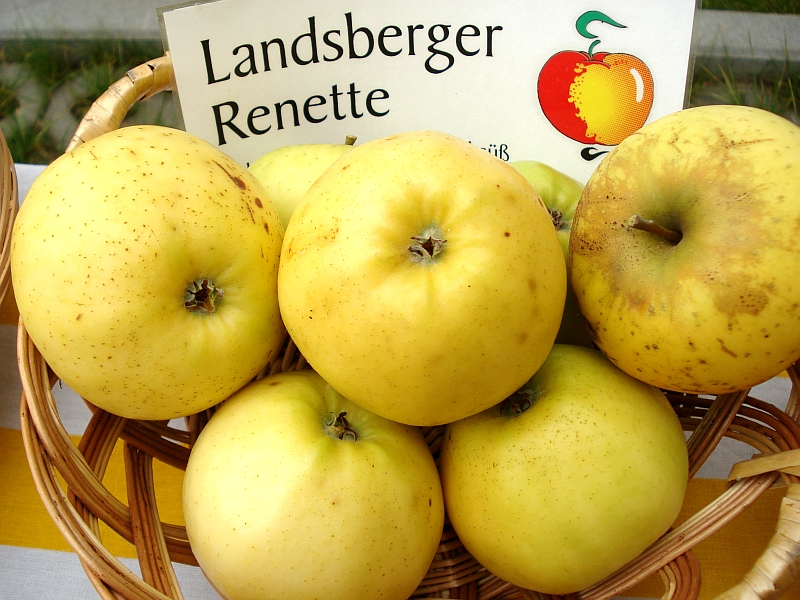
Sortenkorb